# Портрет Михаила Семёновича Воронцова
«Портрет Михаила Семёновича Воронцова» — картина Джорджа Доу и его мастерской из Военной галереи Зимнего дворца.
Картина представляет собой погрудный портрет генерал-лейтенанта Михаила Семёновича Воронцова из состава Военной галереи Зимнего дворца.
Во время Отечественной войны 1812 года генерал-майор Воронцов был шефом Нарвского пехотного полка и сражался во многих боях с неприятелем, был ранен в Бородинском сражении. Вслед за тем был в Заграничных походах, командовал авангардом 3-й Западной армии, за боевые отличия был произведён в генерал-лейтенанты. В кампании 1814 года во Франции отличился в сражении под Краоном и находился при взятии Парижа. Во время Ста дней вновь совершил поход во Францию и затем командовал там русским оккупационным корпусом.
Изображён в генерал-адъютантском мундире образца 1815 года. Слева на груди генерал-адъютантский аксельбант; на шее крест ордена Св. Георгия 2-го класса; справа на груди серебряная медаль «В память Отечественной войны 1812 года» на Андреевской ленте и звёзды орденов Св. Александра Невского, Св. Георгия 2-го класса и Св. Владимира 1-й степени. Подпись на раме: М. С. Воронцовъ, Генералъ Лейтенантъ.
7 августа 1820 года Комитетом Главного штаба по аттестации Воронцов был включён в список «генералов, служба которых не подлежит до рассмотрения Комитета», однако фактическое решение о написании его портрета состоялось ранее этой даты, поскольку гонорар за работу Доу был выплачен в два приёма 14 апреля и 17 мая 1820 года. Готовый портрет был принят в Эрмитаж 7 сентября 1825 года.
В. М. Глинка писал, что портрет М. С. Воронцова вполне «передаёт благообразный облик этого вельможи, „внешне  утончённо вежливого, но внутренне надменного“ <…> Вероятно, к этому англоману Доу чувствовал особенную симпатию».

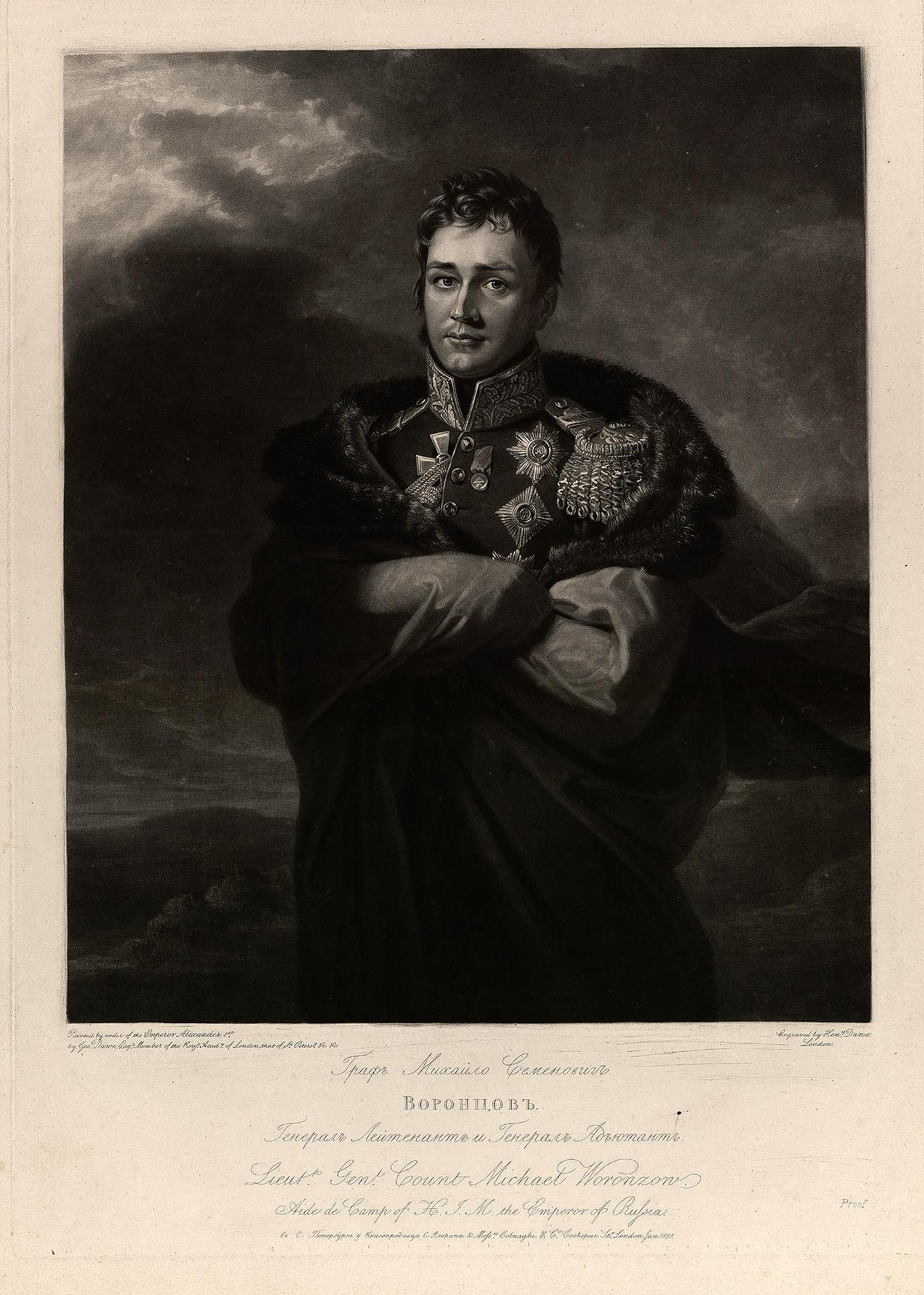
Гравюра Г. Доу с неизвестного оригинала Д. Доу

Существовал ещё один портрет Воронцова работы Доу, предположительно датируемый 1820 годом. На нём Воронцов изображён в поколенном виде с шинелью на плечах. Воронцов в это время был назначен командиром 3-го пехотного корпуса и по этому случаю приезжал в Санкт-Петербург для представления к должности, тогда он и позировал для этого портрета и именно за него был выплачен официальный гонорар. Поскольку этот портрет существенно отличался от предполагаемых галерейных портретов (поколенный вместо утверждённого погрудного стандарта), то Воронцов забрал его себе. Современное местонахождение этой работы неизвестно. Сам этот портрет известен по гравюре Г. Доу, отпечатанной в Лондоне в январе 1823 года по заказу петербургского книготорговца С. Флорана; один из сохранившихся отпечатков имеется в собрании Эрмитажа (бумага, меццо-тинто, 65,5 × 47,5 см. Инвентарный № ЭРГ-343). Д. А. Ровинский в своём «Словаре русских гравированных портретов» ошибочно сообщает, что оригинал-прототип этой гравюры находится в Военной галерее. Ровинским описана и другая гравюра, снятая с этого неизвестного портрета Томасом Райтом в 1839 году; на ней Воронцов изображён в погрудном виде, но также в шинели с немного изменённым запахом. Один из сохранившихся отпечатков также имеется в собрании Эрмитажа (китайская бумага, гравюра резцом и пунктиром, 30 × 21 см, инвентарный № ЭРГ-26952).
Несмотря на ранние выплаты Доу, галерейный портрет следует датировать июлем 1822 года — февралём 1823 года: в это время Воронцов находился в Санкт-Петербурге, готовясь вступить в должность Новороссийского генерал-губернатора, и тогда вновь позировал художнику для написания стандартного галерейного портрета взамен того, что он забрал себе.